# Nœux-les-Mines
 Nœux-les-Mines  es una población y comuna francesa, situada en la región de Norte-Paso de Calais, departamento de Paso de Calais, en el distrito de Béthune. Es el chef-lieu y mayor población del cantón de Nœux-les-Mines.

## Demografía
| 671                       | 589 | 837 | 947 | 981 | 950 | 1 036 | 1 112 | 1 746 | 2 216 | 3 130 | 3 839 | 4 219 | 4 235 | 4 905 | 4 962 | 5 997 | 7 771 | 8 280 | 8 649 | 10 667 | 12 269 | 12 168 | 12 156 | 12 938 | 13 670 | 14 113 | 13 325 | 13 567 | 13 166 | 12 351 | 11 966 | 12 190 |
| (Fuente: INSEE y Cassini) |     |     |     |     |     |       |       |       |       |       |       |       |       |       |       |       |       |       |       |        |        |        |        |        |        |        |        |        |        |        |        |        |

## Personajes relacionados
- Raymond Kopa nació allí.